# NHK长崎放送局
NHK长崎放送局，又译NHK长崎广播电视台，是日本放送協會位於长崎縣长崎市、負責主管长崎縣當地事務的地方广播电视台（放送局）。

## 频道频率一览

### 电视频道
- NHK综合频道（呼号JOAG-DTV）
- NHK教育频道（呼号JOAC-DTV）

### 广播频率
- NHK第一套广播（呼号JOAG）：
- NHK第二套广播（呼号JOAC）：
- NHK调频广播（呼号JOAG-FM）

## 外部連結
- NHK長崎放送局 （页面存档备份，存于）